# التوسعة السعودية الثالثة للمسجد الحرام
التوسعة السعودية الثالثة للمسجد الحرام (توسعة الملك عبدالله) أمر بها الملك عبد الله بن عبد العزيز آل سعود وأعلن عنها في العام 2008، وتقع في الجهة الشمالية للحرم، ابتداء من حي المدعى في الشمال الشرقي حتى الشامية وحارة الباب والشبيكة في الشمال الغربي، وتحديدا من شارع المسجد الحرام شرقاً حتى شارع خالد بن الوليد غرباً في الشبيكة، إضافة إلى شوارع المدعى وأبي سفيان والراقوبة وعبد الله بن الزبير في حي الشامية، وجزء من جبل هندي وشارع جبل الكعبة.
قسمت التوسعة إلى ثلاث مراحل نظرا لكونها تعد الأضخم في تاريخ الحرم. تشمل المرحلة الأولى مبنى التوسعة والثانية الساحات الخارجية التي تضم دورات المياه وممرات وأنفاقا وغيرها من المرافق، والثالثة منطقة الخدمات التي تشمل محطات التكييف، والكهرباء، والمياه، وغيرها.
بدأ التنفيذ الفعلي للتوسعة في يونيو 2010، إذ سبق تنفيذها أعمال إزالة العقارات. وتبلغ مساحة التوسعة الإجمالية نحو 1.470 مليون متر مربع وتستوعب 1.850 مليون مصل، وهي بذلك ترفع الطاقة الاستيعابية للحرم إلى ثلاثة ملايين مصل، وتتيح الطواف لـ107 آلاف طائف كل ساعة. تضيف التوسعة الثالثة للحرم أربع منارات منها اثنتان على باب الملك عبد الله وواحدة على الزاوية الشمالية الشرقية والأخيرة على الزاوية الشمالية الغربية، وبذلك يصبح مجموع منارات الحرم 13 منارة.

## مكونات التوسعة

### المبنى الرئيس
يتسع لـ 300  ألف مصل، ويتكون من ستة طوابق للصلاة و 680 سلماً كهربائياً و 24 مصعداً لذوي الاحتياجات الخاصة و188 بابا وملحق به 21 ألف دورة مياه ومواضئ.

### المسعى
يتكون من أربعة طوابق عبارة عن بدروم مخصص للعربات ودور أرضي ودورين أول وثان، ويستوعب المسعى بعد التوسعة 70  ألف مصل، وتبلغ طاقته الاستيعابية 118 ألف شخص في الساعة.

### المطاف
يشمل توسعة صحن الطواف بإعادة بناء وتأهيل الأروقة المحيطة به في كل الأدوار، وتأهيل بئر زمزم وعبارات الخدمات.
يستوعب المطاف، بعد توسعته على مساحة 210 آلاف متر مربع، 278  ألف مصل، و107 آلاف طائف في الساعة.

### الساحات الخارجية
تتسع لـ 280 ألف مصل، وتغطيها 9 مظلات كبيرة أبعاد كل منها 53 * 53 إلى جانب 24 صغيرة.

### الجسور والمساطب
تضم التوسعة 16 جسرا لتفريغ الحشود عبر المساطب، تتسع لـ 50 ألف مصل، فيما تتسع المساطب لـ 310 آلاف مصل، والمساطب الشرقية لـ 150 ألف مصل.

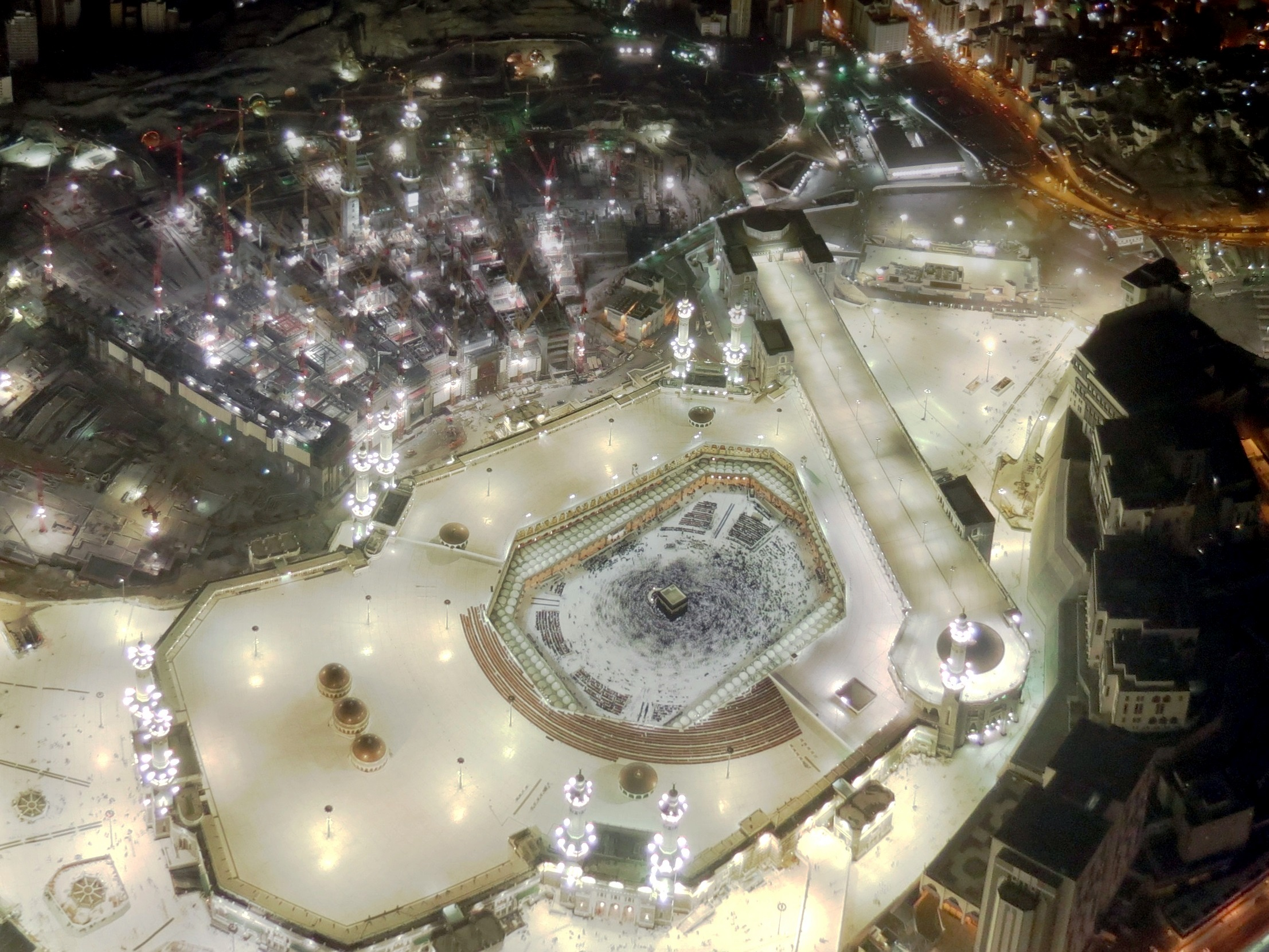
من أعمال الإنشاءات في التوسعة السعودية الثالثة للمسجد الحرام

### ع الخدمات المركزية ونفق الخدمات
يقع مجمع الخدمات المركزية في منطقة البيبان، ويشمل محطات الكهرباء والمولدات الاحتياطية وتبريد المياه وتجميع النفايات والخزان ومضخات مياه مكافحة الحرائق، ونفق خدمة بطول 11 مترا.

### المباني الأمنية
تتضمن المواقع الأمنية رقم 1 و2 و3 و4 وتستوعب 18612 فردا.

### مستشفى الحجون
يبلغ إجمالي عدد أسرة المستشفى 200 سرير، وإجمالي مساحة المباني 178,950 م2 ومساحة الأرض 22,060 م2.

### أنفاق المشاة
تربط هذه الأنفاق بين المنطقة الشمالية خارج الحرم والتوسعة، وتضم خمسة أنفاق لنقل الحركة من الحرم إلى منطقة الحجون وجرول، خصص أربعة منها لنقل ضيوف بيت الله الحرام فيما خصص الخامس للطوارئ والمسارات الأمنية، ويبلغ إجمالي أطوال هذه الأنفاق حوالي 5300 م.

### الطريق الدائري الأول
يقع داخل المنطقة المركزية ويتمد بطول 4800 متر ويضم جسوراً وأنفاقا لنقل الحركة من المنطقة المركزية إلى خارجها بثلاثة مسارات في كل اتجاه.

### محطات النقل
يشمل ذلك 3 محطات للنقل على الطريق الدائري الأول، وتأهيل مسار نفق كدي وتمديد نفق البركة.

### البنية التحتية
وتشتمل على نظام الإمداد الرئيسي بالمياه المعالجة، ونفق الصرف الصحي، وزيادة الطاقة التخزينية لخزان ملكان.